# Mount Hoffman
Mount Hoffman är ett berg i Antarktis. Det ligger i Västantarktis. Chile gör anspråk på området. Toppen på Hoffman är 1 290 meter över havet.
Terrängen runt Mount Hoffman är platt. Trakten är obefolkad. Det finns inga samhällen i närheten. 